# Matakam
I Matakam sono un'etnia, forse la più numerosa, dei Kirdi dei monti Mandara del Camerun.

## Area di occupazione
"Kirdi" è un termine usato dai pastori Fulbé della pianura per indicare i diversi gruppi etnici, tra i quali figurano i Kapsiki, i Mofu, i Muktele e altri, stanziati soprattutto sui monti Mandara del Camerun settentrionale.

## Credenze religiose
L'isolamento di questi gruppi etnici ha determinato il persistente mantenimento di una loro religione originaria, legata al culto degli antenati e degli spiriti ai quali vengono effettuati frequenti sacrifici di galline e capre. I Matakam credono in una divinità suprema che chiamano Dzikile. 
In ogni capanna sono gelosamente custoditi i vray, piccoli vasetti che racchiudono le anime degli antenati sempre presenti accanto ai vivi. Modellati in argilla in differenti forme, i vray, evidenziano gli organi riproduttivi maschili e femminili. Nel corso di cerimonie o avvenimenti importanti vengono offerti agli antenati: birra, sangue, miglio, versati talvolta anche nell'interno dei vasetti.
Accanto ai vray, esistono anche i mbulom, feticci con il compito di proteggere la casa e la corte. Sono disseminati in ogni luogo. Si tratta di semplici oggetti (un vaso spezzato, il collo di un recipiente, un mucchietto di pietre) nei quali sono infilate spighe di miglio, penne o ossa di animali che portano tracce di sacrifici di sangue o offerte di birra di miglio. Il mbulom è l'abitazione temporanea dell'anima di un defunto morto senza lasciare discendenti. 
Tra i kirdi la presenza degli stregoni è costante: a loro spetta, tra l'altro, trarre gli auspici interpretando la disposizione di pietruzze colorate sparse per terra (oroscopo dei sassi) o leggendo i simboli di legno che un granchio, introdotto in un recipiente pieno di sabbia bagnata, sposta casualmente (oroscopo del granchio)

## Abbigliamento
Da sempre gli uomini kirdi osservano la completamente nudità, limitandosi in alcune occasioni a coprirsi le spalle con una pelle di montone. Talvolta i Matakan portano piccole borse di cuoio, chiamate goajem che servono a custodire l'acciarino e altri piccoli oggetti. 
Le donne indossano all'altezza del pube, un triangolo di cotone o di metallo e, a seconda dei gruppi, anche sbarrette metalliche che hanno funzione ornamentale anche se i kirdi ritengono che il tintinnio metallico serva ad allontanare e impedire che gli spiriti malevoli entrino dagli organi genitali femminili provocando aborti o la nascita di bambini malformati.

## Alimentazione
Alla base dell'alimentazione dei Matakam ci sono il sorgo e il miglio che vengono coltivati in piccoli appezzamenti di terreno sostenuti da pietre a secco in modo da impedire che la terra venga portata a valle dalle piogge. Generazioni di contadini hanno costruito terrazzamenti che hanno fatto assumere alle pendici dei monti l'aspetto di lunghe scalinate.
Allevano inoltre alcuni animali da cortile: piccole e ossute galline e qualche capra e pecora. Si cibano anche di tutto ciò che l'ambiente può fornire loro: bacche, frutti selvatici, non disdegnano le larve delle termiti e i piccoli topi che vivono tra le stoppie e che i bambini catturano con trappole a forma di nasse, costruite intrecciando gli steli del miglio.
I Matakam coltivano anche foglie di tabacco che fumano (anche le donne) in pipe di ferro o d'argilla. Consumano anche una bevanda alcolica lo zom, una sorta di birra ottenuta dalla fermentazione del miglio. È una bevanda densa, dall'odore acre.
L'apporto della caccia è scarso: catturano piccoli animali e uccelli con trappole o servendosi di un arco le cui frecce dalla punta di ferro ad arpione sono talvolta avvelenate con strofanto.

## Abitazioni
Le capanne sono circolari col tetto di paglia a forma conica e gli ingressi protetti da feticci. La copertura viene sostituita normalmente ogni anno all'inizio della stagione secca. Numerosi i granai, talvolta di grandi dimensioni, simili a giare di fango e, nei cortili, non mancano mai i mortai litici per la macinazione del miglio e del sorgo: costruiti dalle donne, sono del tutto simili a quelli preistorici che si trovano sparsi numerosi nel deserto.
Le abitazioni matakam non hanno finestre verso l'esterno, sono dotate un unico ingresso basso e stretto dove, all'entrata, sono incastonati nel muro oggetti eterogenei: conchiglie, ciottoli colorati, mascelle di animali, ed altro con lo scopo di impedire l'accesso agli spiriti malevoli. 
Il numero delle capanne varia secondo l'entità del nucleo familiare e sono collegate tra loro da piccoli muretti e porte. Ogni ambiente ha la sua funzione. C'è la capanna del capo famiglia, lo zao-zao, che si trova sempre vicino all'ingresso in modo che l'uomo possa controllare l'andirivieni della casa. C'è poi la capanna degli ospiti quella della prima moglie, delle altre mogli anche se la maggior parte delle famiglie è monogama) e dei bambini. Altri ambienti sono occupati dalla cucina, dalla stalla per le capre e dalle stie delle galline. Il tutto dà origine a una specie di labirinto semibuio. Il mobilio è inesistente se si eccettuano i letti: semplici assi di legno. 
Ci sono poi capanne particolari, come la stanza che contiene il serbatoio per i miglio e le mensole per custodire ogni genere di oggetti, armi, strumenti musicali, i rari indumenti.
Sovente esiste anche una stalla dove vive segregato un toro. Murata la parete superiore, l'animale può comunicare con l'esterno solo allungando il collo. Il piccolo spazio in cui vive gli rende difficile i movimenti facendolo ingrassare. Resterà chiuso per tre anni per essere poi liberato e sacrificato durante il Maray, una grande festa collettiva in onore degli antenati. 
In un serbatoio d'argilla i Kirdi custodiscono la cenere dei focolari, serve per ottenere il sale inesistente sui monti. Introdotta in un recipiente bucherellato, la cenere viene bagnata con acqua che scioglie i sali contenuti. Lo scuro liquido prodotto è utilizzato per insaporire i cibi. 
Simili a fortezze arroccate sulle cime rocciose, l'insieme di capanne e gli abitanti prendono il nome del monte, che risulta così diviso in quartieri. Ogni quartiere ha il suo capo.

## Musica
La musica kirdi è basata su cori che passano da registri molto bassi a registri acutissimi, accompagnati da strumenti musicali, come il ganzavar, la chitarra a cinque corde la cui cassa di risonanza, scavata in un legno, è chiusa con una pelle, talvolta di varano, il flauto ricavato da un corno d'antilope e il tam-tam. 
Significative sono le melodie pastorali suonate con un flauto d'argilla e i canti funebri accompagnati dal ritmo lento di un grande tamburo. Notevoli sono anche i canti di guerra matakam, dove gli uomini danzano mostrando il senghese, un lungo coltello ricurvo da lancio, arma da guerra e da caccia.
Durante le feste viene suonato un tamburello a forma di clessidra il deleleo, che il suonatore tiene stretto sotto il braccio.

## Fabbricazione del ferro
Per ottenere il ferro necessario a costruire utensili agricoli, zappe, falcetti per la mietitura, (i goaza), le punte di freccia, ecc., i Matakm usano la magnetite, un ossido di ferro che nel periodo secco viene raccolto nei letti asciutti dei corsi d'acqua dove questo minerale nero raggiunge una notevole concentrazione.
L'altoforno, una torre d'argilla alta sovente oltre due metri, permette di svolgere il processo siderurgico che inizia introducendo, su un fuoco di carbone di legna, l'ossido di ferro portato poi alla massima temperatura dall'aria sotto pressione immessa tramite mantici di pelle di capra azionati da un uomo seduto sulla cima della costruzione. L'altoforno è, per i Matakam, anche un altare dove Dzikile e gli antenati sono presenti e aiutano gli uomini. 
Un'attività metallurgica, quella svolta dai fabbri Matakam, che si protrae per molte ore e contempla lo svolgimento di numerosi atti magici: sacrifici di galline, offerte di sangue, di birra, canti e invocazioni ai defunti.
L'apertura dell'altoforno è sempre un momento carico di attesa e tensione; dal suo interno escono una mescolanza di scorie di carbone e sabbia quarzifera cementata dal calore che viene raffreddata spruzzando acqua con la bocca tra nuvole di vapore, sibili e scoppiettii. Una volta raffreddato e frantumato, dal blocco di fusione si estraggono piccoli pezzi di ferro, talvolta non più grossi di una noce, che saranno nuovamente fusi e lavorati per ottenere gli utensili definitivi.

## Nascita
Presso i Matakam la moglie del fabbro è normalmente la vasaia del villaggio. Modella l'argilla e fabbrica i contenitori, ma è suo anche il compito di assistere le partorienti. È la levatrice del villaggio. 
La donna Matakam lavora fino a poche ore prima del parto. Al sopraggiungere delle doglie si corica accanto ad un masso di granito scuro, lisciato dal tempo e dall'uso. È un luogo sacro ricco di valenze positive, sullo stesso masso hanno partorito tutte le donne del villaggio. Giunto il momento del parto la levatrice e due anziane circondano la partoriente. Talvolta, quando il parto si prolunga, vengono effettuati riti magici come uccidere un pulcino per farne colare il sangue sul ventre della donna. Così facendo la levatrice è certa che il sangue del pulcino richiamerà il sangue del parto.
Sorretta alle spalle dalle anziane, la madre partorisce seduta. Subito le viene posto in braccio il neonato. La puerpera gli libera, succhiando, le vie respiratorie dal muco e lo bagna con un filo d'acqua che spruzza dopo averla tenuta in bocca per intiepidirla. Poi la levatrice recide il cordone ombelicale con uno stelo tagliente di miglio. 
Un rito particolare conclude il parto: la placenta, raccolta in un vaso, viene seppellita lontano da occhi indiscreti. Per i Matakam la placenta è il doppio del neonato, una specie di gemello. Impossessarsi della placenta vuol dire possedere anche il corpo e la mente del bambino e poter agire negativamente contro di lui. 
Dopo il parto la madre resterà chiusa nella sua capanna per quattro giorni assistita dalla levatrice. Al termine del periodo di segregazione il neonato verrà portato all'esterno, mostrato agli abitanti del villaggio e gli verrà imposto il nome.

## Morte
La morte è sempre un avvenimento traumatico per le popolazioni kirdi, soprattutto quando a morire sono gli anziani, depositari di tradizioni destinate a scomparire in poco tempo con loro. 
Il defunto deposto sul suo letto di legno viene visitato e omaggiato dagli abitanti del villaggio che si accalcano numerosi all'esterno della capanna. Ha poi inizio la vestizione della salma composta in posizione seduta appoggiata al muro. Si usano strisce di cotone, non più larghe di una benda, prodotte con rudimentali telai di legno. Un'attività tessile che i kirdi hanno appreso dai Fulbè della pianura. Si inizia dalle braccia e dalle gambe poi vengono bendati il tronco e la testa. Fa seguito un pasto funebre che viene consumato dai presenti davanti al defunto. 
Infine la salma, posta a cavalcioni sulle spalle di un uomo, viene portata fuori dalla capanna. Circondato dai pianti e dal suono del tamburo funebre, è mostrata a tutto il villaggio e condotta sui luoghi, il campo e il pozzo, dove si è consumata l'esistenza dell'individuo. Trasportato sulla cima di un'altura il defunto viene inumato in una tomba a pozzo, composto in posizione fetale.
I rituali funebri variano da gruppo a gruppo. Quello più sconvolgente si svolge tra i Kapsiki. La salma viene esposta, soprattutto quando si tratta di un anziano, all'ombra di un albero su un traliccio di legno. Poi alcuni uomini, il fabbro e i suoi aiutanti, trasportano il corpo in un angolo del villaggio lontano dagli occhi degli abitanti. Ha così inizio un macabro rito: gli uomini tolgono la pelle del defunto bagnando il corpo con un liquido, forse abrasivo. Ed ecco apparire sotto la pelle nera il corpo bianco che viene subito rivestito di stoffe colorate e ornato con penne di struzzo.
Posto a cavalcioni sulle spalle di uno stregone viene mostrato agli abitanti del villaggio che circondano il defunto suonando e cantando musiche funebri. Dopo un lungo girovagare, la salma viene deposta in una fossa, in posizione fetale. Il suo corpo è ora bianco, bianco come lo era quando uscì dal grembo materno. Ora è stata adagiato nel grembo di un'altra madre, la Terra che lo custodirà per sempre.

## Ricerche
Gli usi e i costumi dei Matakam, nonché di altri gruppi etnici riconducibili ai Kirdi, sono stati ampiamente indagati e documentati cinematograficamente e fotograficamente dagli etnologi - archeologi italiani Angelo e Alfredo Castiglioni durante numerose missioni di ricerca condotte a partire dal 1959.
Le informazioni raccolte nel corso dei viaggi dei fratelli Castiglioni sono state riportate in varie pubblicazioni e in alcuni lungometraggi cinematografici tra i quali il film Africa segreta.
Già dagli anni '60, nel corso di tali missioni di ricerca, si poteva notare da parte di queste popolazioni il progressivo, se pur lento, abbandono della completa nudità a beneficio dei costumi arabi e l'accettazione sempre più diffusa del credo islamico.